# Fabian Frei
Fabian Frei (ur. 8 stycznia 1989 we Frauenfeldzie) – szwajcarski piłkarz występujący na pozycji pomocnika. Od 2018 roku jest graczem FC Basel.